# Человеческая многоножка 3
«Человеческая многоножка 3» (англ. The Human Centipede 3 (Final Sequence)) — боди-хоррор, снятый Томом Сиксом. Является заключительной частью трилогии «Человеческая многоножка». Дата выхода — 22 мая 2015 года.
Каждый фильм серии представляет собой «фильм в фильме»: фильм «Человеческая многоножка» является не реальной историей, а фильмом ужасов, фанатом которого был неуравновешенный сотрудник автопарковки Мартин из фильма «Человеческая многоножка 2», в то же время оба фильма являются арт-хаусной дилогией режиссёра Тома Сикса, которую смотрят герои третьего фильма.

## Сюжет
Действие фильма происходит в американской тюрьме.
Её начальник — Билл Босс (Дитер Лазер) — использует специфичные методы работы с заключёнными. Он считает, что современная система правосудия — слишком мягкая, и те, кто переступил закон, должны ответить за содеянное в полной мере, например, по принципу «Око за око». Босс идеалом правосудия считает инквизицию. Однажды, при наказании особо буйного заключённого, он приказал перевернуть его на живот и вывернул назад ему руку до такой степени, что она сломалась в локте. Другому — индейцу по национальности — выжег лицо кипятком, а скинхеду, бросившему ему вызов, он вырезал яички раскалённым ножом и попросил приготовить их себе на обед.
Из-за его методов тюрьма имеет довольно отрицательную репутацию. Во-первых, из-за такого деспотичного обращения заключённые часто бунтуют; во-вторых, на содержание тюрьмы уходит слишком много средств из бюджета. По этим причинам Босс попадает в опалу губернатора штата (Эрик Робертс).
Жертвами издевательств Босса являются не только заключённые, но и его секретарша Дейзи (Бри Олсон), которая становится объектом издевательств и сексуальных домогательств Босса. Довольно часто Босс вынуждает девушку делать ему минет. Когда-то он помог её отцу избежать тюремного заключения и теперь считает, что она ему должна.
Тем временем лояльный помощник Босса — бухгалтер Дуайт Батлер (Лоуренс Харви) — смотрит DVD с фильмами «Человеческая многоножка» (2009) и «Человеческая многоножка 2» (2011). После их просмотра он придумывает идею, которая может изменить американскую тюремную систему и сохранить миллиарды долларов — он предлагает создать «многоножку» из заключённых.
Босс сначала считает это невозможным — он боится, что заключённые умрут во время операции. Но после консультации со специально приглашенным режиссёром-постановщиком фильмов Томом Сиксом (играет сам себя) и главным врачом тюрьмы доктором Джонсом (Клейтон Рохнер), который очень благодарен начальнику тюрьмы, так как это единственное место, где доктор может работать без лицензии, он убеждается в обратном и соглашается на эксперимент. Помимо этого он решает показать эти фильмы заключённым на ежемесячном киносеансе, несмотря на уговоры Дуайта не делать этого.
На киносеансе заключённым показывают фильмы, которые вызывают у них отвращение. После сеанса перед ними выступает Босс, который говорит, что он использовал эти фильмы в качестве инструктажа и моральной подготовки заключённых к тому, что их ждёт. Начинается бунт. Боссу удаётся бежать, а Дуайт, запершись в кабинете, вызывает спецназ. Жертвой бунтовщиков становится секретарша Босса — её жестоко избивают. Вскоре спецназ усмиряет бунтовщиков. Их усыпляют и готовят к сшитию. Том Сикс хочет посмотреть на это, аргументируя это тем, что он видел постановочные операции, и ему хочется увидеть подобное в жизни, но когда ему показывают операционную, ему становится плохо. Во время операции заключённый, ожидавший своей очереди, хочет избежать ужасной участи, притворяется душевнобольным и начинает есть собственные экскременты, у другого находят стому в животе, а ещё один болен ДЦП. Всех троих убивает Босс.
Босса и Дуайта отводят к койке Дейзи по просьбе последнего. Посмотрев на неё, Билл говорит, что его возбуждают побитые девушки, и насилует её со словами: «Ты у меня и в коме кончать будешь!». Дуайт говорит, что любит её, но Босс лишь шутит над ним и прогоняет. После этого ее включают в многоножку.
План состоит в том, что в «многоножке» заключенные будут отбывать свой срок, а по его истечении освобождаться из неё. О пребывании в тюрьме будут свидетельствовать небольшие шрамы в области рта и ануса. Их пример будет отталкивать людей от совершения противоправных действий из страха оказаться звеном «человеческой многоножки», но встаёт вопрос о том, что делать с теми, кто приговорён к пожизненному заключению или к смертной казни. В ответ на это Босс модернизирует идею и создаёт «человеческую гусеницу» — сшивает заключённых в последовательность, отрубив им руки и ноги.
В «многоножке» оказываются сшиты 500 человек. Её показывают губернатору вместе с «гусеницей», объясняя, что это очень эффективно и позволит сэкономить большие деньги бюджету, так как не надо тратиться на содержания заключенных и охрану. Губернатор называет их всех психами и уходит. Разъярённый Босс, понимая, что ему самому грозит смертная казнь, убивает главного врача и готовится убить Дуайта, но губернатор возвращается и говорит, что всё обдумал и готов согласиться с такой идеей тюремной реформы, даже назвав идею «Человеческой многоножки» гениальной и перспективной. Однако после его ухода Босс всё равно убивает Дуайта, чтобы забрать все почести себе.
В конце фильма показано, как голый Босс танцует на смотровой вышке и кричит в микрофон.

## В ролях
- Дитер Лазер — Билл Босс
- Лоуренс Харви — Дуайт Батлер
- Эрик Робертс — губернатор Хьюз
- Клейтон Рохнер — доктор Джонс
- Бри Олсон — Дейзи
- Хамза Саман — Заключённый 093
- Питер Бланкенштейн — Заключённый 106
- Карлос Рамирез — Заключённый 109
- Томми Листер — Заключённый 178
- Джейсон Джеймс — Заключённый 233
- Роберт ЛаСардо — Заключённый 297
- Акихиро Китамура — Заключённый 333
- Джей Тевейр — Заключённый 346
- Билл Хаченс — Заключённый 488
- Бен Бленкл — Заключённый 507
- Крис Клэнтон — Заключённый
- Алон Дина — Заключённый
- Стив Сирс — Заключённый
- Кландж Андерброу — Заключённый
- Том Сикс — камео

## Критика
Фильм получил преимущественно негативные отзывы кинокритиков. На сайте Rotten Tomatoes фильм имеет рейтинг 18 % на основе 44 рецензий со средним баллом 2,2 из 10. На сайте Metacritic фильм имеет оценку 5 из 100 на основе 15 рецензий критиков, что соответствует статусу «подавляющие негативные отзывы».
Журнал Entertainment Weekly поставил фильм на второе место в рейтинге «5 худших фильмов 2015 года». Газета The A.V. Club также поставила фильм на второе место в рейтинге «20 худших фильмов 2015 года».